# Pompilio Grandi
Pompilio Grandi (Asti, 15 febbraio 1842 – Asti, 3 ottobre 1929) è stato un politico e avvocato italiano. È stato sindaco di Asti dal 27 agosto 1898 al 19 novembre 1900.

## Biografia
Laureatosi in giurisprudenza a Torino nel 1864, cominciò l'attività presso lo studio dello zio materno Luigi Bayno, deputato al Parlamento Nazionale.
Dopo qualche anno passò nello studio di Carlo Leone Grandi, zio paterno, arguto giornalista e poeta. Alla morte dello zio nel 1872, il nipote ne assumeva le pratiche con la funzione di procuratore ed avvocato.
Nel 1870-1871 divenne vice pretore di Asti ed in seguito consigliere comunale ed assessore. Ricoprì la carica di sindaco di Asti dal 27 agosto 1898 al 29 novembre 1900.
In seguito divenne Presidente della Cassa di Risparmio di Asti, delegato della Banca d'Italia, Presidente della Commissione delle Imposte, Presidente dell'Ospedale degli Infermi ed Amministratore di varie opere pie.
Tra il 1906 ed 1926 ricoprì anche la carica di Giudice Conciliatore.